# Ashford
Ashford er en by i Ashford-distriktet, Kent, England, med et indbyggertal (pr. 2015) på 71.838. Distriktet har et befolkningstal på 126.151 (pr. 2015). Byen ligger 79 km fra London. Den nævnes i Domesday Book fra 1086, hvor den kaldes Allia Essetesford.